# Zoe McLellan
Zoe McLellan (* 6. November 1974 in La Jolla, Kalifornien) ist eine US-amerikanische Schauspielerin.

## Leben
Sie absolvierte eine Schauspielausbildung in Seattle. 1995 spielte sie eine ihrer ersten Rollen in dem Oscar-nominierten Spielfilm Mr. Holland’s Opus als Mädchen 4 an der Seite von Richard Dreyfuss. Über Episodenrollen in Fernsehserien wie Unter Verdacht – Der korrupte Polizist, Diagnose: Mord, Sliders – Das Tor in eine fremde Dimension oder Star Trek: Raumschiff Voyager (als Tal Celes in Staffel 6) sowie Auftritten in Fernseh- und Kinofilmen wie Home Invasion (1997) und Der Feind in meinem Haus (1999) kam sie 2000 in die Verfilmung des Pen-&-Paper-Rollenspiels Dungeons & Dragons, in der sie die Marina Pretensa spielte.
Von 2001 bis 2005 hatte sie als Petty Officer Jennifer Coates eine ständige Rolle in der Serie JAG – Im Auftrag der Ehre. Von 2007 bis 2009 spielte sie eine der Hauptrollen in der US-amerikanischen Fernsehserie Dirty Sexy Money. Von 2014 bis 2016 spielte sie eine Hauptrolle in Navy CIS: New Orleans. Nach der zweiten Staffel verließ sie die Serie. Im Juli 2017 wurde sie für die 2. Staffel der Fernsehserie Designated Survivor engagiert.

## Filmografie
- 1994: Unsere Welt war eine schöne Lüge (Imaginary Crimes)
- 1995: Unter Verdacht – Der korrupte Polizist (Under Suspicion, Fernsehserie, 1 Folge)
- 1995: Wenn Sekunden entscheiden (Medicine Ball, Fernsehserie, 1 Folge)
- 1995: Mr. Holland’s Opus
- 1996: Nowhere Man – Ohne Identität! (Nowhere Man, Fernsehserie, 1 Folge)
- 1996: Sliders – Das Tor in eine fremde Dimension (Sliders, Fernsehserie, 1 Folge)
- 1997: Home Invasion (Fernsehfilm)
- 1997: Die Abbotts – Wenn Haß die Liebe tötet (Inventing the Abbotts)
- 1997: Palm Beach-Duo (Silk Stalkings, Fernsehserie, 1 Folge)
- 1997: Wenn Liebe tötet (The Wrong Girl, Fernsehfilm)
- 1999: Im Labyrinth der Lüge (Stonebrook)
- 1999: Diagnose: Mord (Diagnosis Murder, Fernsehserie, 1 Folge)
- 1999: Der Feind in meinem Haus (Stranger in My House)
- 2000: Star Trek: Raumschiff Voyager (Star Trek: Voyager, Fernsehserie, 2 Folgen)
- 2000: Dungeons & Dragons
- 2000: M.K.3 (Fernsehfilm)
- 2000–2001: Invisible Man – Der Unsichtbare (The Invisible Man, Fernsehserie, 2 Folgen)
- 2001–2005: JAG – Im Auftrag der Ehre (JAG, Fernsehserie, 63 Folgen)
- 2002: First Monday (Fernsehserie, 1 Folge)
- 2005: Bitter Sweet (Fernsehfilm)
- 2006: Gespräche mit Gott (Conversations with God)
- 2007–2009: Dirty Sexy Money (Fernsehserie, 23 Folgen)
- 2008: Person, Place or Thing (Kurzfilm)
- 2009: Reunion
- 2009: House Rules (Fernsehfilm)
- 2009: Deadly Honeymoon (Fernsehfilm)
- 2010: Dr. House (House M.D., Fernsehserie, 1 Folge)
- 2010: Royal Pains (Fernsehserie, 1 Folge)
- 2010: The Mentalist (Fernsehserie, 1 Folge)
- 2010: The Whole Truth (Fernsehserie, 1 Folge)
- 2010: Inside Out (Kurzfilm)
- 2014: Back to L.A.
- 2014–2016: Navy CIS (NCIS, Fernsehserie, 3 Folgen)
- 2014–2016: Navy CIS: New Orleans (NCIS: New Orleans, Fernsehserie, 47 Folgen)
- 2015: Perception (Fernsehserie, 1 Folge)
- 2016: One Fall
- 2017: Law & Order: New York (Law & Order: Special Victims Unit, Fernsehserie, 1 Folge)
- 2017: Suits (Fernsehserie, 4 Folgen)
- 2017–2018: Designated Survivor (Fernsehserie, 21 Folgen)
- 2018: Mean Queen (Fernsehfilm)
- 2019: Is My Daughter Really Dead? (Gaslit)